# Segrevila
Segrevila (francès Ségreville) és un municipi francès situat al departament de l'Alta Garona, a la regió Occitània.